# نيبوشا ديورديفيتش
نيبوشا ديورديفيتش مواليد 24 أبريل 1973 في جمهورية يوغوسلافيا الاشتراكية الاتحادية، هو لاعب كرة مضرب صربي سابق بدأ مسيرته كمحترف سنة 1993 وكان يلعب باليد اليمنى. أعلى تصنيف له في الفردي كان المركز الـ 489 في سنة 1995. أعلى تصنيف له في الزوجي كان المركز الـ 81 في سنة 1999.

## النهائيات

### الزوجي: (6)
| الرقم | السنة | الدورة                  | الأرضية | الشريك           | المنافس في النهائي             | النتيجة في النهائي |
| ----- | ----- | ----------------------- | ------- | ---------------- | ------------------------------ | ------------------ |
| 1.    | 1996  | بودفا, الجبل الأسود     | ترابية  | ألكسندر كيتينوف  | دوشان فيميتش نيناد زيمونيتش    | 6–3, 6–2           |
| 2.    | 1996  | سكوبيه, جمهورية مقدونيا | ترابية  | ألكسندر كيتينوف  | جورج بلومور إيمانويل كوتو      | 6–1, 6–1           |
| 3.    | 1996  | بورتوروز, سلوفينيا      | صلبة    | ألكسندر كيتينوف  | ماتياس هانينج مايكل كولمان     | 7–5, 5–7, 6–3      |
| 4.    | 1997  | بودابست، المجر          | ترابية  | دوشان فيميتش     | كورنيل باردوكزكي ميكلوس جانكسو | 6–1, 3–6, 6–4      |
| 5.    | 1998  | البندقية، إيطاليا       | ترابية  | ماركوس أوندروسكا | ماسيمو بيرتوليني ساندر غرون    | 1–6, 6–1, 6–2      |
| 6.    | 1999  | فورث، ألمانيا           | ترابية  | ماركوس أوندروسكا | دييغو ديل ريو مارتن رودريغيس   | 4–6, 6–3, 6–4      |